# Abraham Bloemaert
Abraham Bloemaert, född 25 december 1564 i Gorinchem, död 27 januari 1651 i Utrecht, var en nederländsk målare. 
Abraham Bloemaert var son till arkitekten och bildhuggaren Cornelis Bloemaert den äldre. Han utförde målningar med bibliska och historiska ämnen samt stilleben och porträtt, men var även framgångsrik som kopparstickare. 
Bloemaert företog flera resor, bland annat till Paris och Amsterdam, innan han slog sig ned i Utrecht, där han kom att spela en viktig roll i grundandet av Utrechtskolan. Hans målningar präglas till viss del av Caravaggios chiaroscuro. Bloemaert vann stor berömmelse och besöktes av bland andra Rubens och Elisabet av Böhmen. 
Bland Bloemaerts elever fanns Gerrit van Honthorst och Hendrick Terbrugghen. Bloemaert har också ofta nämnts som Johannes Vermeers okända mästare.
Av hans tavlor finns Neptunus triumf, Gubbe och Gumma på Nationalmuseum i Stockholm, och Niobe med flera verk på Kunstmuseet i Köpenhamn. Bloemaert representerad vid bland annat Göteborgs konstmuseum
Hans båda söner Cornelis Bloemaert den yngre och Hendrick Bloemaert var kända nederländska konstnärer.

## Fotogalleri

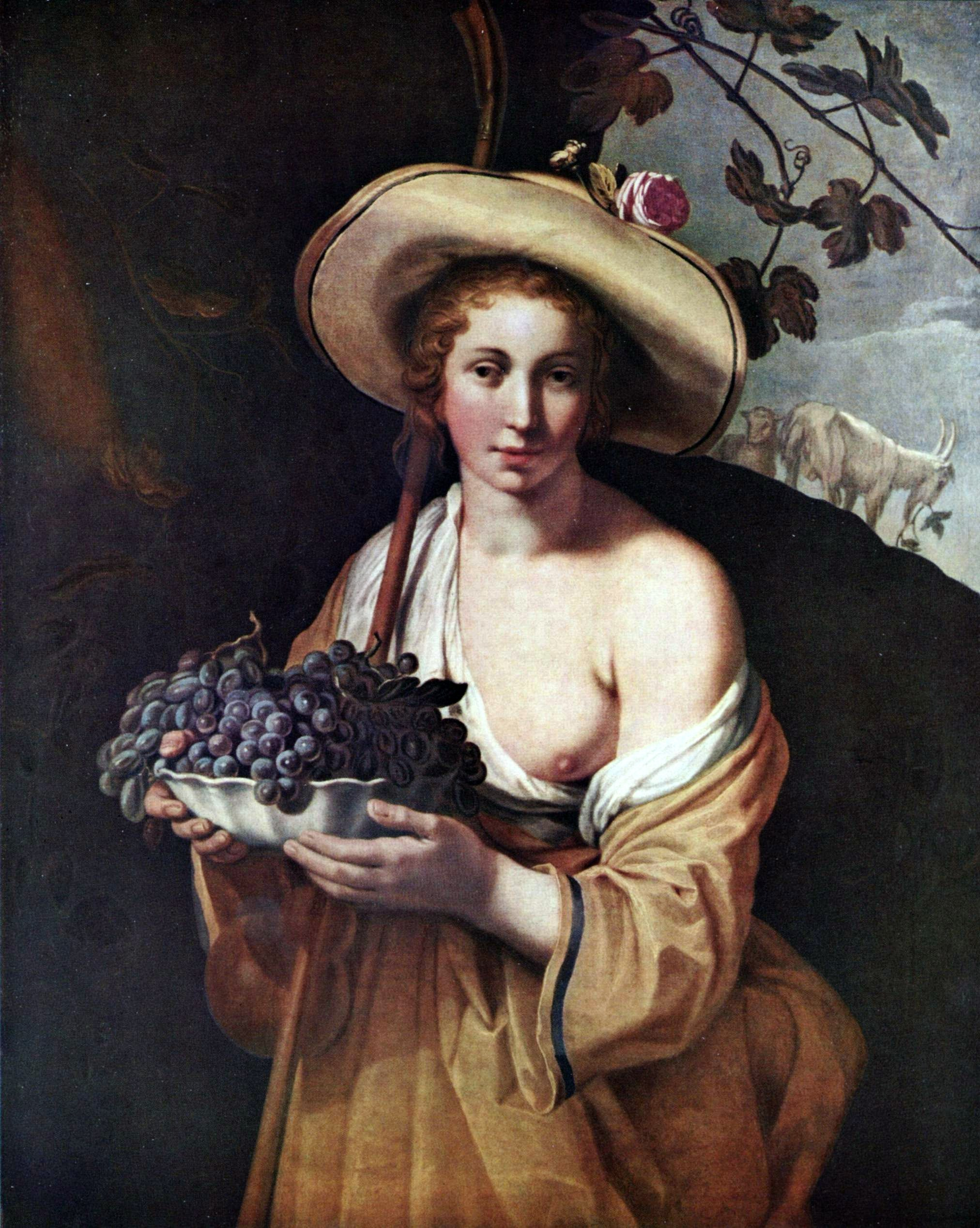
Herdinnan 1628
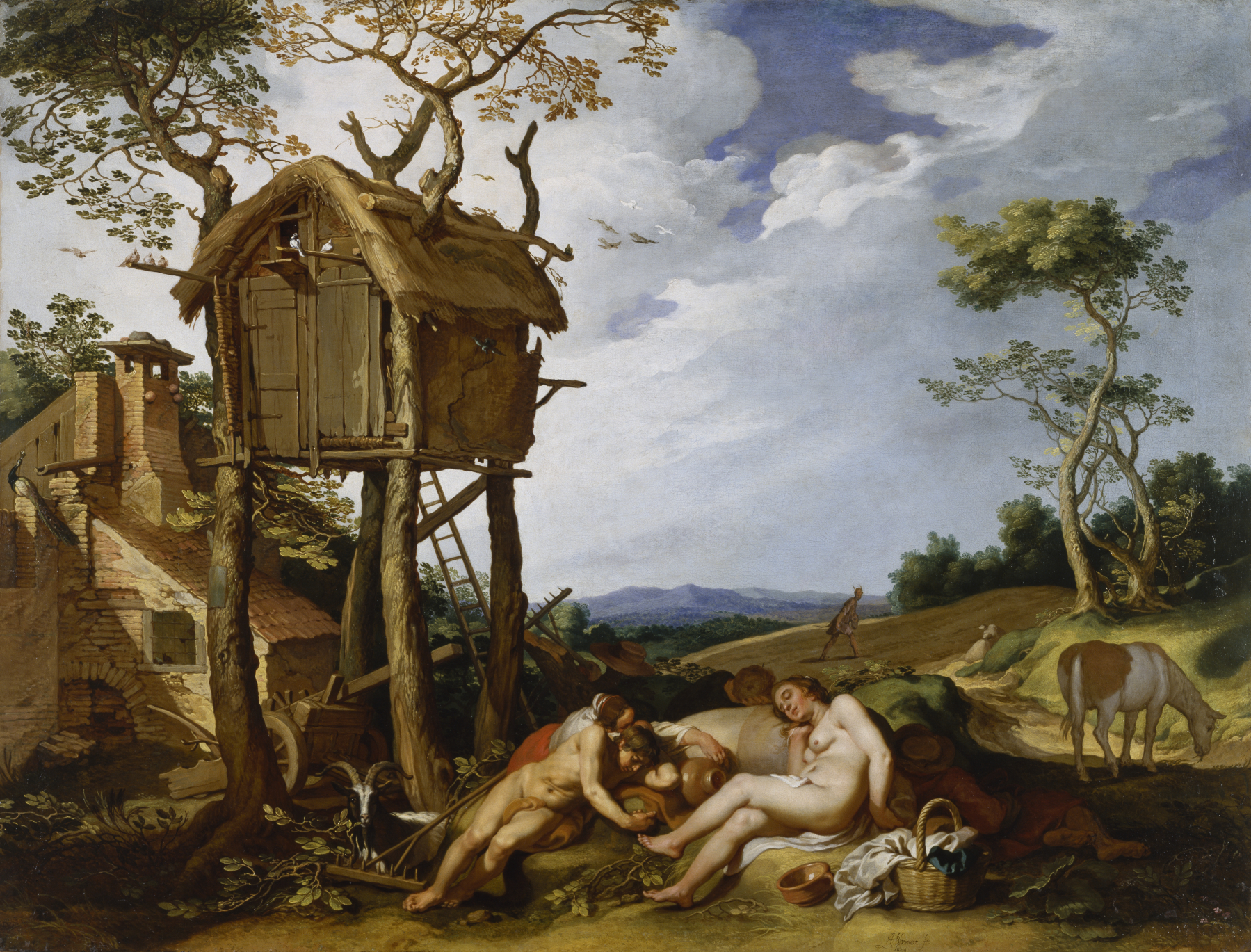
Parabeln om vetet och ogräset 1624
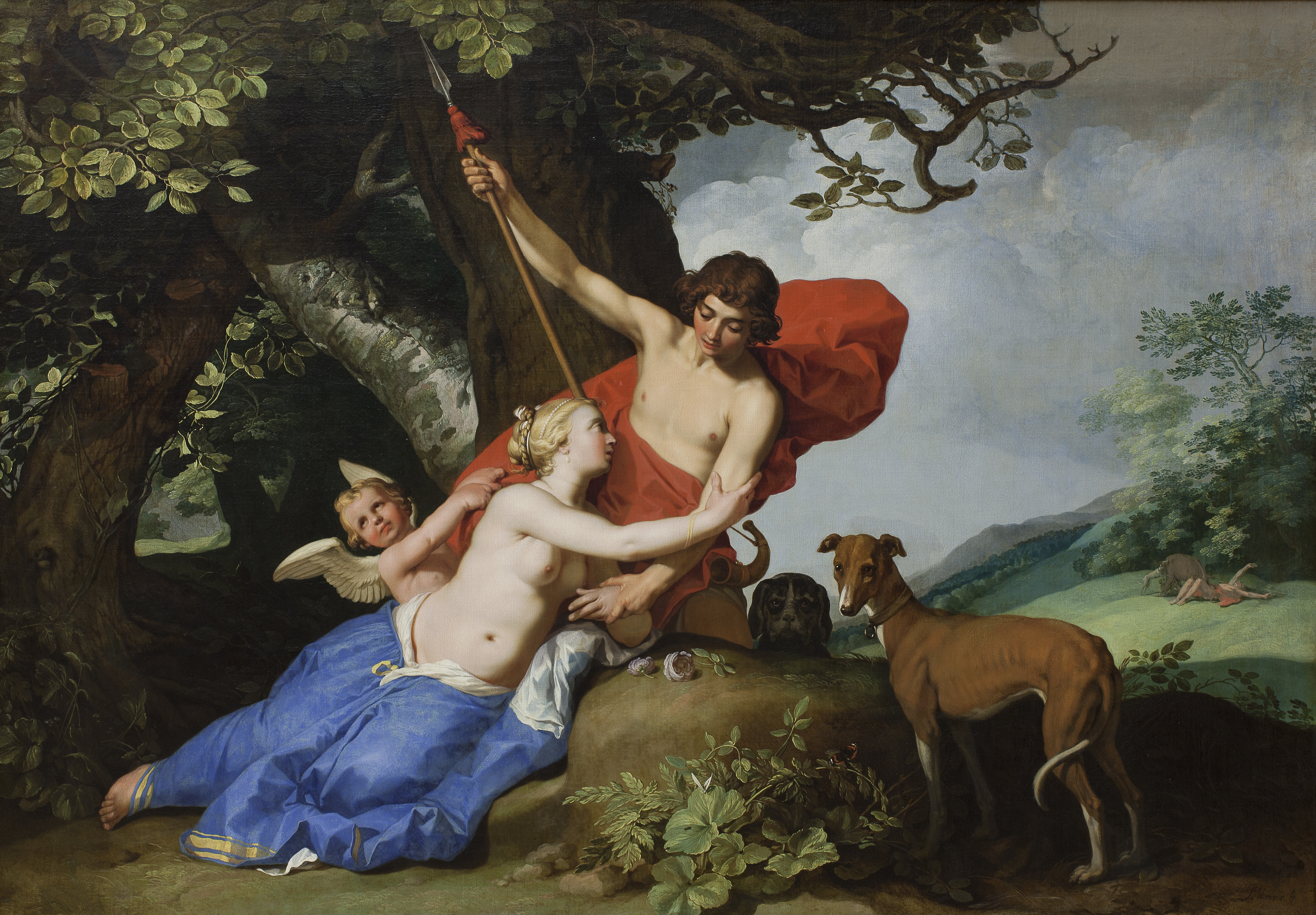
Venus och Adonis 1632
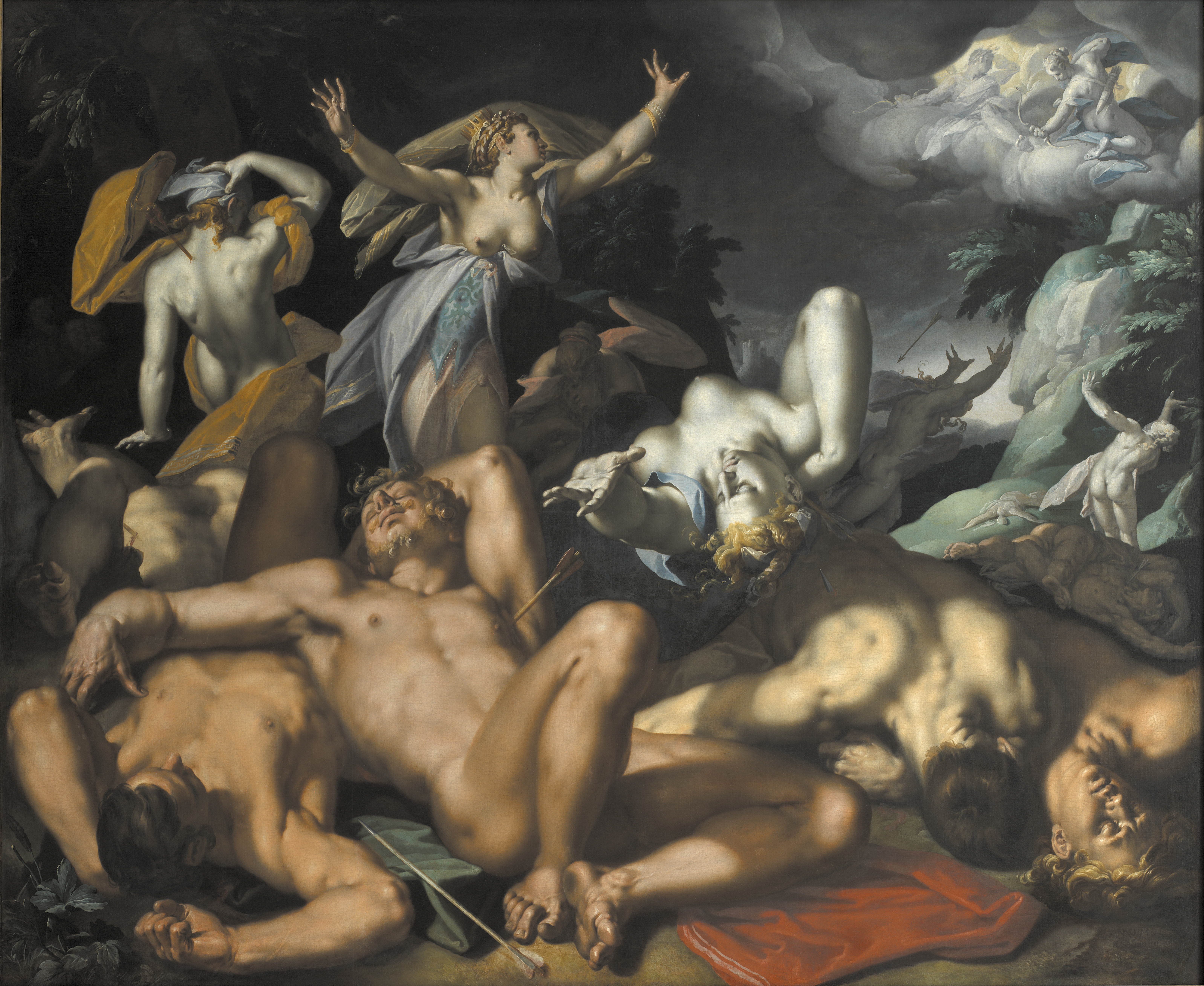
Niobe som sörjer sina barn 1591
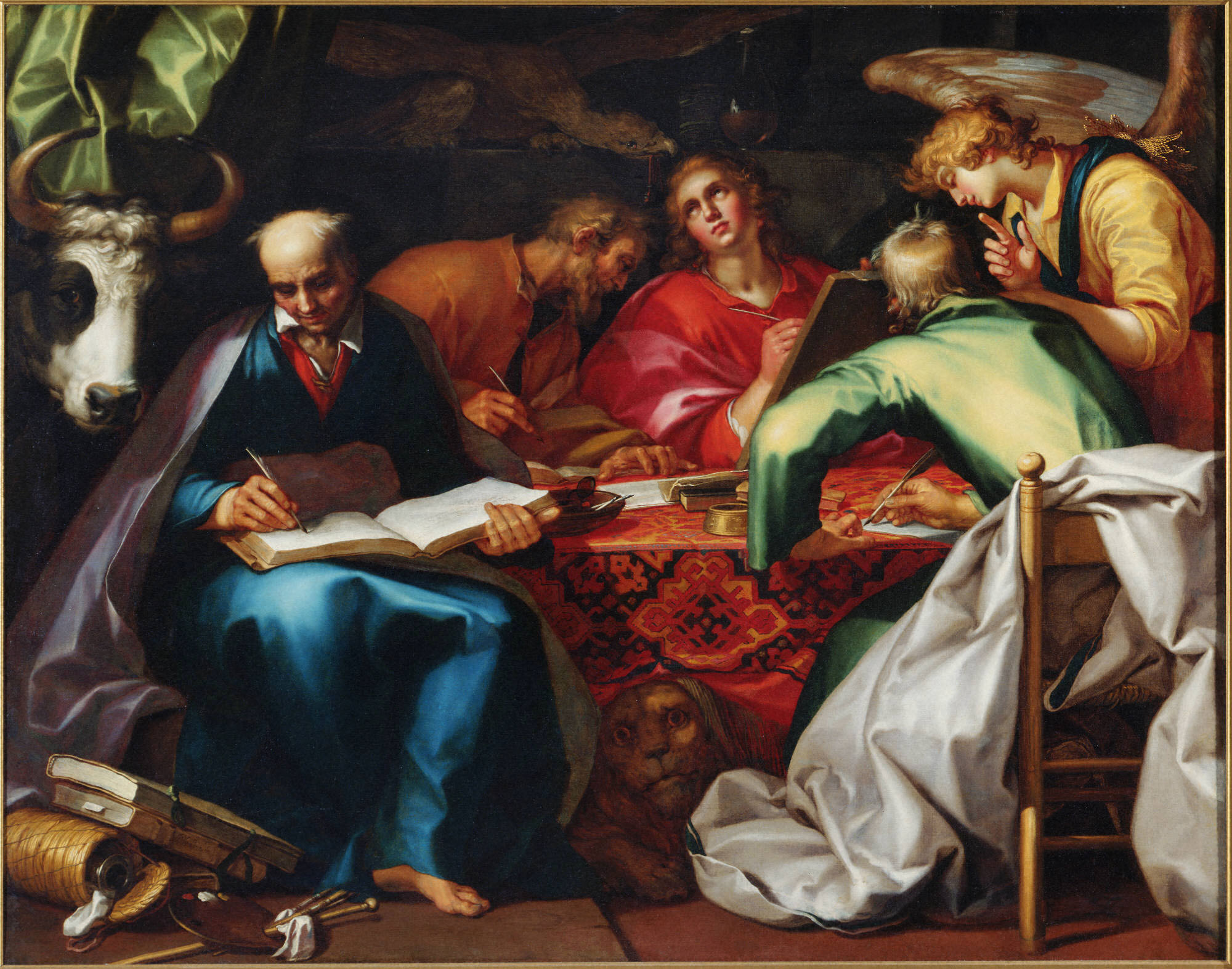
De fyra evangelisterna 1615
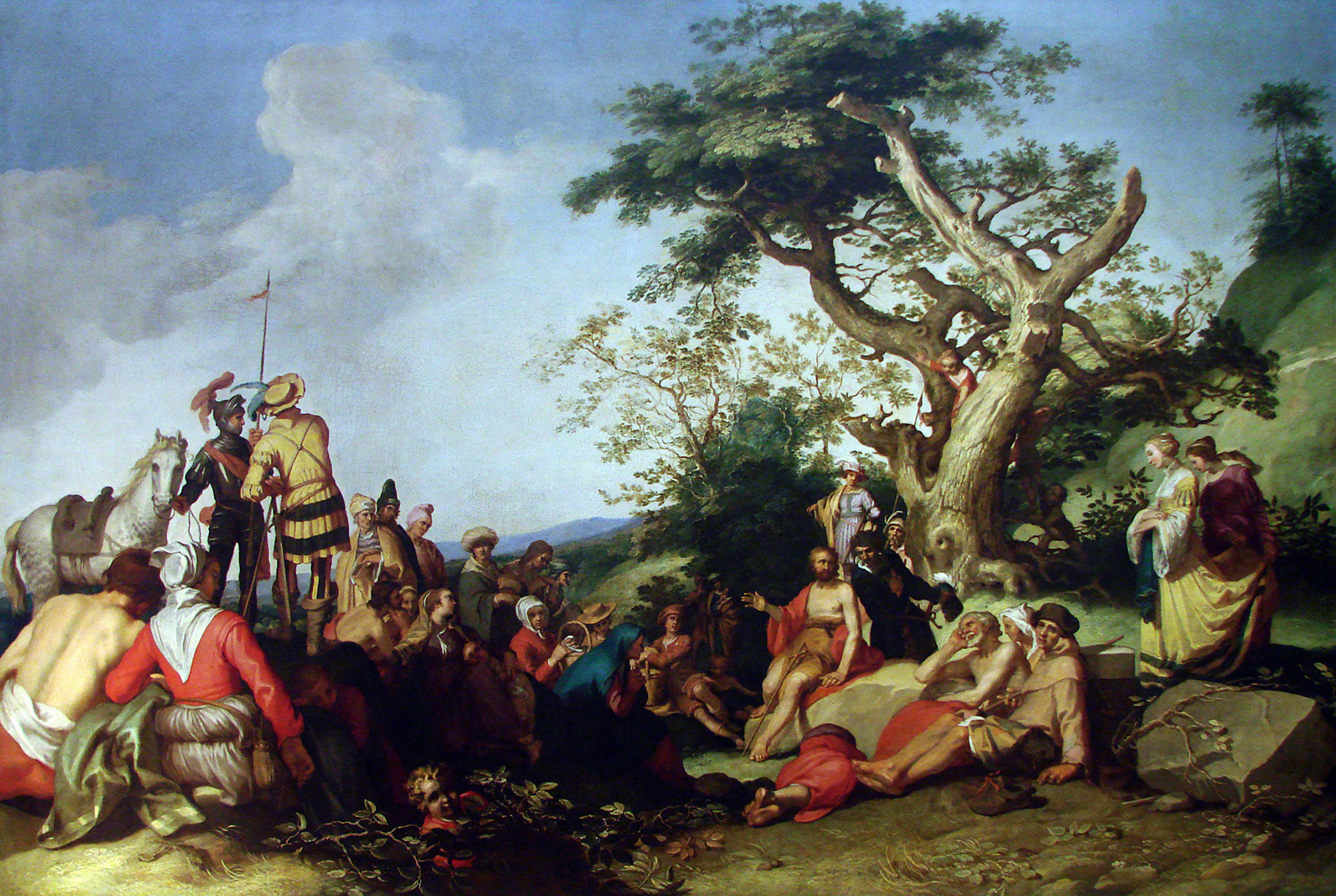
Johannes Döparen predikar omkring 1620
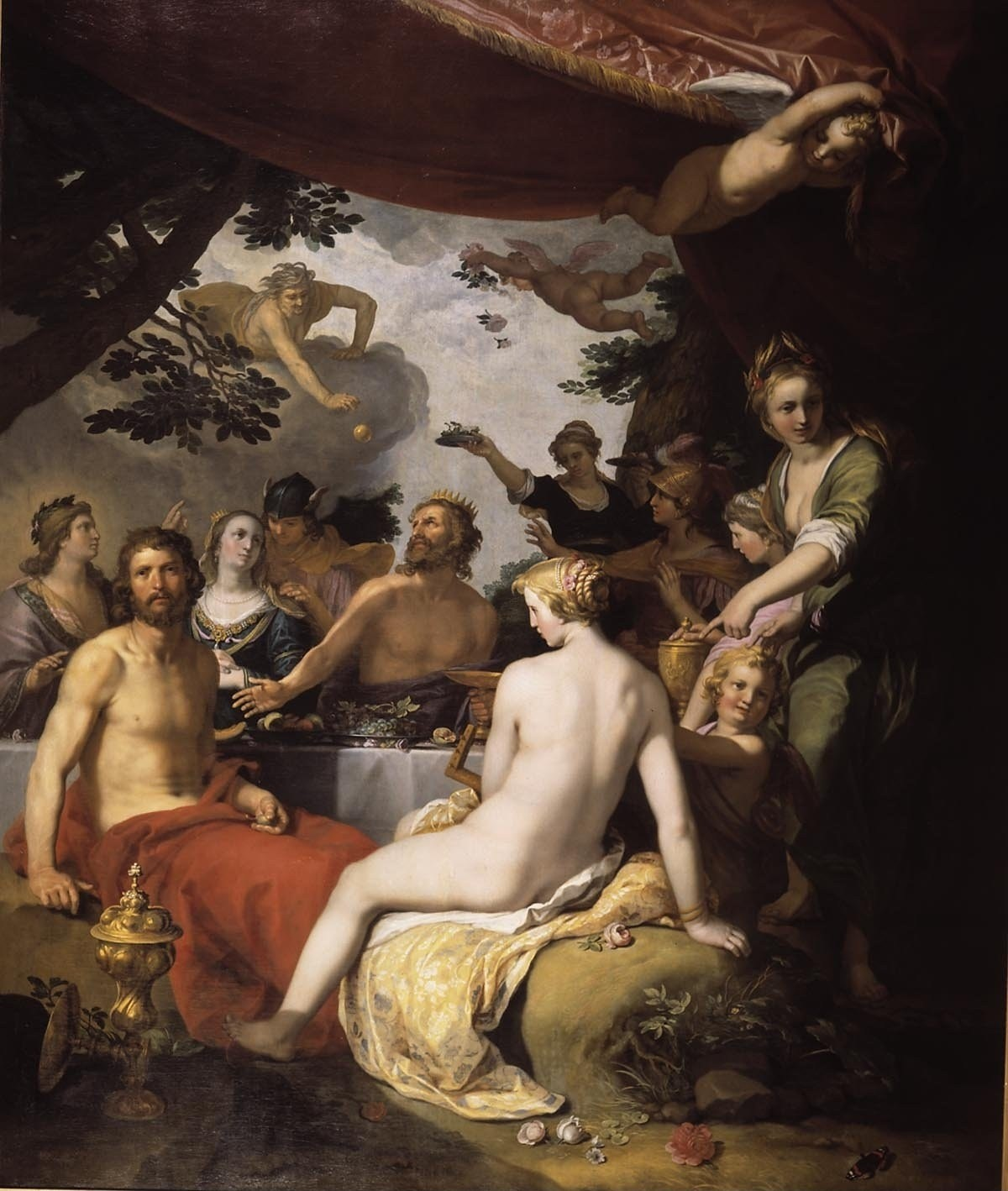
Gudarnas fest 1638
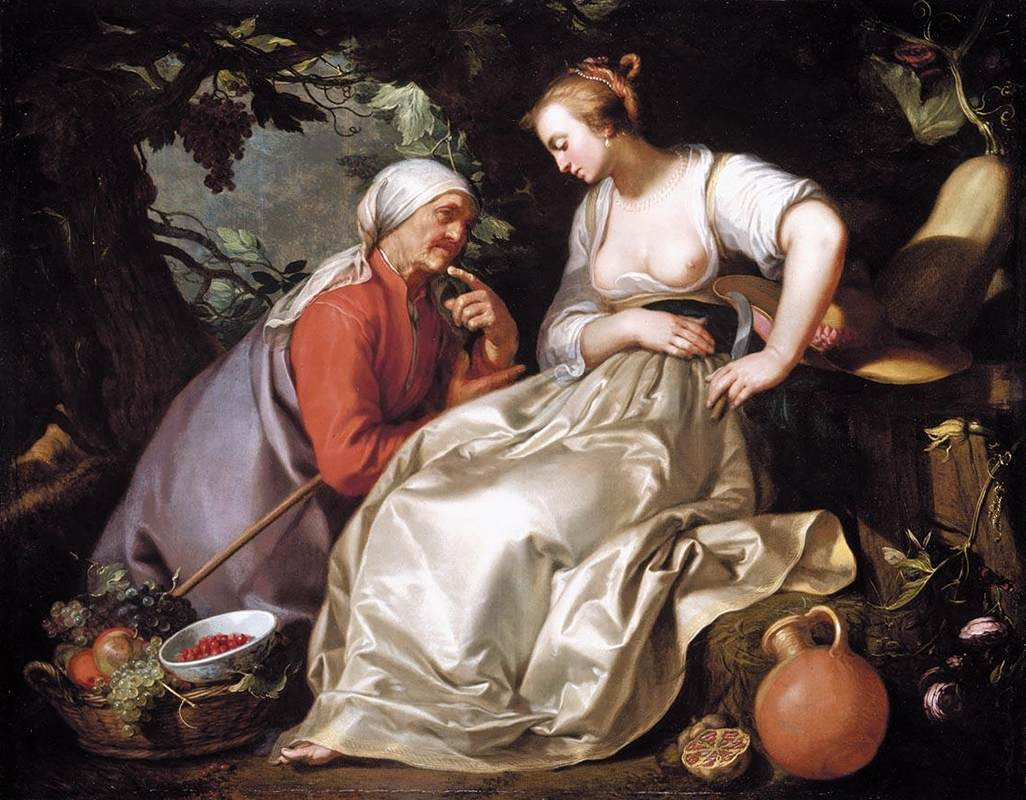
Vertumnus och Pomona 1620
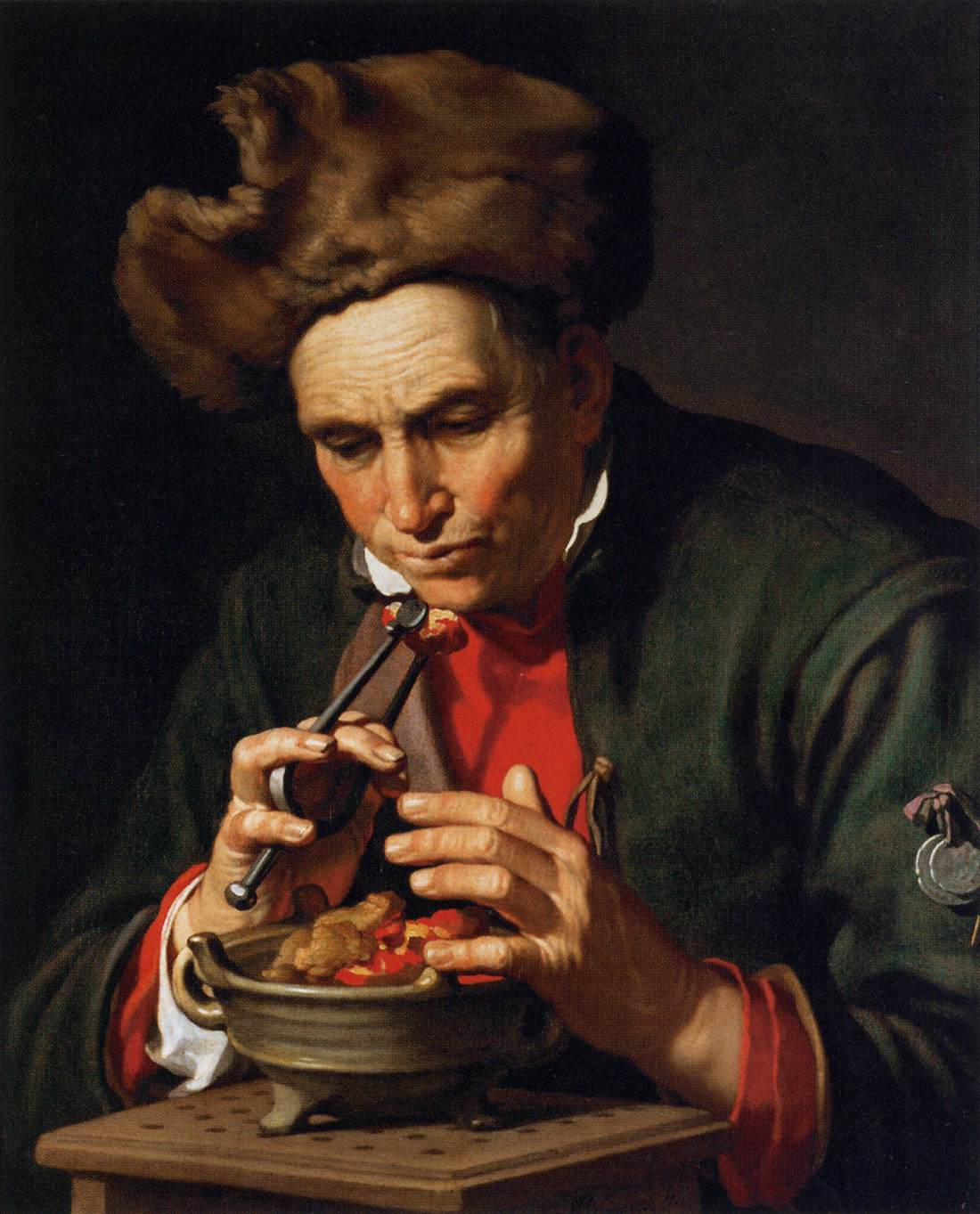
Allegori över vintern 1625-30
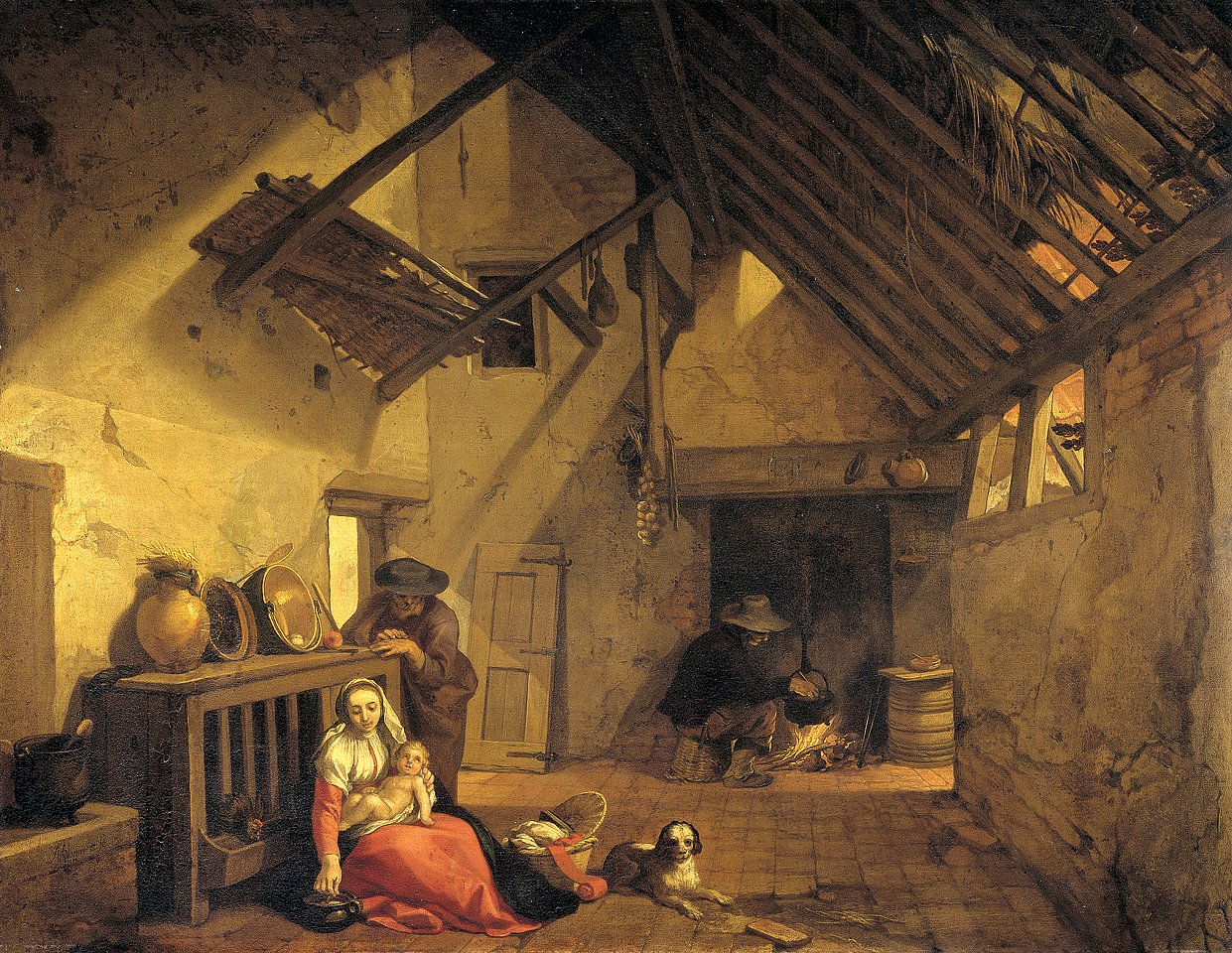
Paus under flykten till Egypten 1632
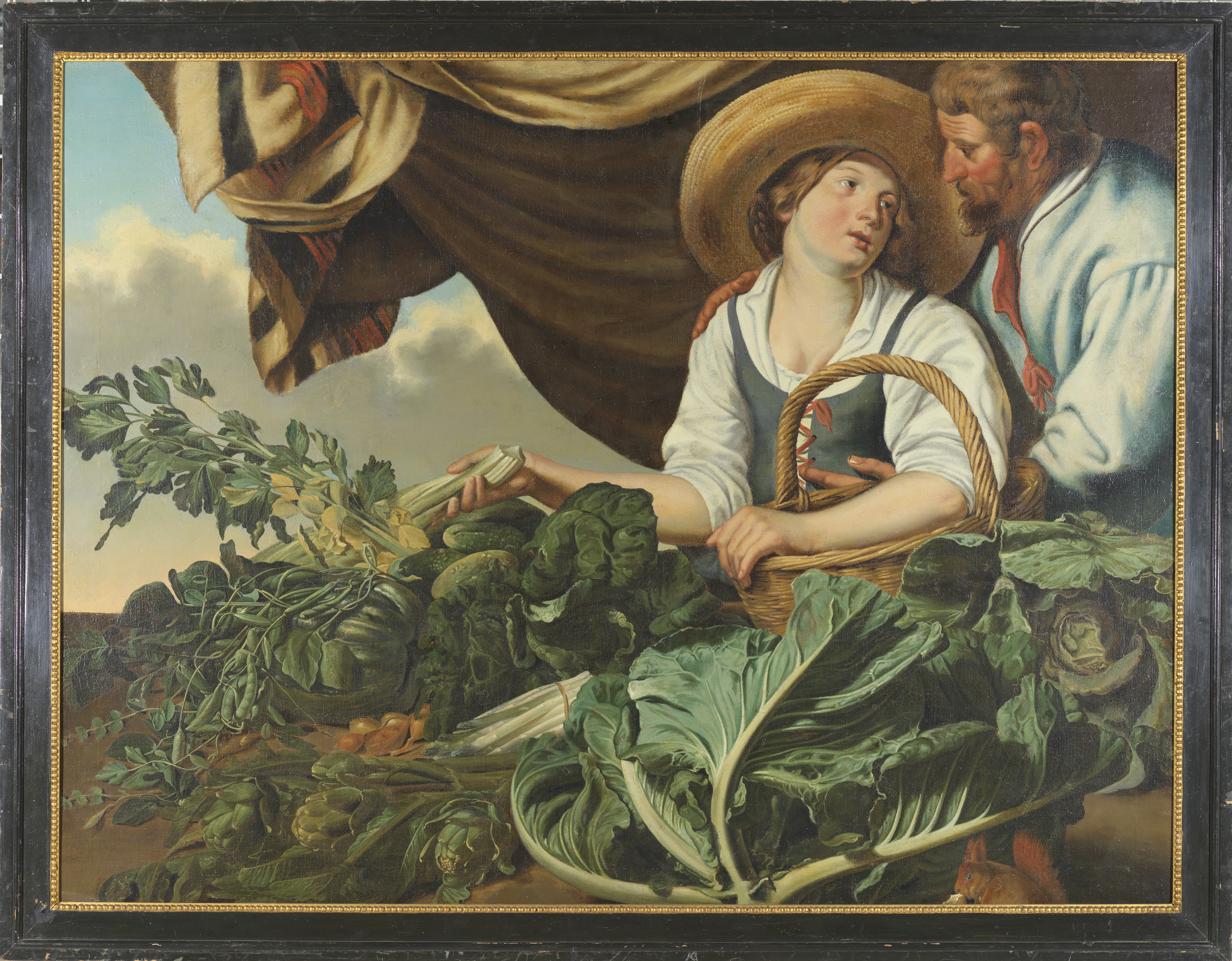
Grönsaksförsäljerska, 1640/50-talet